# مادست ماوس
مادست ماوس(به انگلیسی: Modest Mouse) نام گروه ایندی راک آمریکایی است در سال ۱۹۹۳ توسط گیتاریست و خواننده آیزک براک، بیسیست اریک جودی و نوازنده طبل و پرکاشن جرمای گریندر در واشنگتون پایه‌ریزی شد.
آن‌ها فعالیت خود را با همکاری شرکت‌های کوچک نشر موسیقی شروع کردند و ترانه‌های اول خود در اینترنت منتشر کردند. آلبوم سوم آن‌ها Lonesome Crowded West باعث محبوبیت و شهرت مادست ماوس شد و شرکت بزرگ سونی ّبا آن‌ها قرارداد امضا کرد. مادست ماوس یکی از گروه هائی است که باعث شد موسیقی راک مستقل وارد جریان اصلی موسیقی همه‌پسند شود.

## اعضا
- آیزک براک - گیتاریست و خواننده و ترانه‌نویس
- اریک جودی - بیسیت
- جرمای گرین - نوازنده طبل و پرکاشن
- جو پلومر - نوازنده طبل و پرکاشن
- تام پلوسو - گیتاریست و کیبورد

## آلبوم شناسی

### آلبوم‌های استودیویی
| نام انگلیسی آلبوم                                              | سال انتشار |
| -------------------------------------------------------------- | ---------- |
| ۱.This Is a Long Drive for Someone with Nothing to Think About | ۱۹۹۶       |
| ۲.The Lonesome Crowded West                                    | ۱۹۹۷       |
| ۳.The Moon & Antarctica                                        | ۲۰۰۰       |
| ۴. Good News for People Who Love Bad News                      | ۲۰۰۴       |
| ۵. We Were Dead Before the Ship Even Sank                      | ۲۰۰۷       |